# Přírodovědecká fakulta Ostravské univerzity
Přírodovědecká fakulta (PřF) Ostravské univerzity (OU) je jednou ze šesti fakult této veřejné vysoké školy.

## Historie
Vznikla současně se založením celé univerzity v roce 1991.

## Studium
Na fakultě lze studovat osm bakalářských studijních programů, v nichž se realizuje 17 studijních oborů, dále je možné pokračovat v navazujícím magisterském studijním programu, které je na fakultě zastoupeno čtrnácti studijními programy, v nichž probíhá výuka v jednadvaceti oborech. Na fakultě lze studovat i v pěti doktorských studijních programech (Ph.D.), v nichž je obsaženo osm oborů. Fakulta umožňuje též absolvovat příslušné rigorózní řízení. Fakulta umožňuje studovat v prezenční, distanční i kombinované formě studia.

## Katedry a další pracoviště
- Katedra biologie a ekologie
- Katedra fyzické geografie a geoekologie
- Katedra fyziky
- Katedra chemie
- Katedra informatiky a počítačů
- Katedra matematiky
- Katedra sociální geografie a regionálního rozvoje
- Environmentální centrum ENC
- Oddělení popularizace

## Děkani
- doc. RNDr. Květoslav Burian, CSc. (1991–1997)
- prof. RNDr. Ing. Ivan Křivý, CSc. (1997–2000)
- doc. RNDr. Petr Šindler, CSc. (2000–2006)
- prof. RNDr. Jiří Močkoř, DrSc. (2006–2007)
- doc. PaedDr. Dana Kričfaluši, CSc. (2007–2015)
- doc. RNDr. Jan Hradecký, Ph.D. (2015–2023)
- RNDr. Zuzana Václavíková, Ph.D. (2023–dosud)